# Daniela Öhman
Daniela Maria Öhman (* 16. März 1997 in Helsinki) ist eine finnische Volleyballspielerin.

## Karriere
Öhman spielte in ihrer Heimat bei LP Kangasala und bei HPK Naiset. Anschließend spielte die Mittelblockerin in Frankreich bei Béziers Volley und bei Saint-Cloud Paris Stade Français. Danach kehrte sie zurück in ihr Heimatland und war für LiigaPloki Pihtipudas und für Hameenlinnan Lentopallokerho aktiv. 2021/22 spielte sie in der italienischen Liga bei Volley Bergamo. 2022 wurde sie vom deutschen Bundesligisten USC Münster verpflichtet. 2023 wechselte Öhman erneut nach Frankreich zu Vandœuvre Nancy Volley-Ball.